# Crassicauda crassicauda
Crassicauda crassicauda is een rondwormensoort uit de familie van de Tetrameridae. De wetenschappelijke naam van de soort is voor het eerst geldig gepubliceerd in 1829 door Creplin.